# Lew Elder
Lewis Robert "Lew" Elder (10 de março de 1905 — 15 de maio de 1971) foi um ciclista canadense. Ele representou o Canadá nos Jogos Olímpicos de Verão de 1928, em Amsterdã.